# Josephine antwoordt
Josephine antwoordt is een hoorspel van Erwin Wickert. Josephine antwortet werd op 11 maart 1953 door de Südwestfunk uitgezonden. Op woensdag 31 oktober 1956 bracht de VARA het in de vertaling van A. de Vlugt en onder regie van S. de Vries jr. De muzikale illustraties tussen de scènes waren van G. Goudswaard. Het duurde 50 minuten.

## Rolbezetting
- Jan Borkus (Peter)
- Eva Janssen (Josephine)
- Jo Vischer jr. (de liftbediende Brennecke)
- Jan van Ees (de uitgever van De Familiebode)
- Johan Wolder (de psycholoog Dr. Pischullek)
- Fé Sciarone (Helene)
- Nora Boerman (de winkeljuffrouw)
- Rudi West (de kelner)

## Inhoud
In een bepaalde rubriek bieden een aantal kranten praktische tips aan hun om raad verlegen lezers. Het doel ervan is hun levensgevoel te versterken, gewetensproblemen te helpen oplossen, hun verhouding met medemensen te verbeteren. Dat gebeurt onder zorgvuldige inachtneming van de nuances van elk afzonderlijk geval en is al dan niet met psychologische details gekruid. Het hoorspel beeldt in een vrolijke persiflage uit wat er gebeurt als zulke aanbevelingen inderdaad opgevolgd worden. Een jongeman zou graag iets willen weten van "Josephine", en dit in dubbele zin. Hij schrijft haar - zonder zijn persoonlijke bedoelingen prijs te geven - en hij krijgt een antwoord. Door zijn reactie daarop brengt hij Josephine, die een mooie jongedame is, geleidelijk in een positie waarin zij harerzijds goede redenen heeft om zelf gebruik te maken van de vraag-antwoord-rubriek van een concurrerende krant. De verrassingen die Josephine daarbij ten deel vallen, zijn niet de enige die ze van nu af aan te verwerken heeft…